# Позняковская, Наталья Николаевна
Наталья Николаевна Позняковская (30 ноября (12 декабря) 1889, Киев — 9 января 1981, Ленинград) — российская и советская пианистка, музыкальный педагог.

## Биография
Наталья Позняковская родилась 30 ноября (12 декабря) 1889 года в Киеве в семье коллежского секретаря. Окончила Министерскую гимназию и Музыкальное училище в Киеве. В 1909—1913 годах училась игре на фортепиано в Санкт-Петербургской консерватории у А. Н. Есиповой, окончила консерваторию с золотой медалью. На выпускном экзамене исполняла концерт К. Сен-Санса для фортепиано с оркестром, за что стала лауреатом Премии имени А. Г. Рубинштейна и получила приз — рояль Шрёдер. В 1914 году получила 1-ю премию на конкурсе для женщин-пианисток имени В. А. Ераковой.
Наталья Позняковская много лет проработала в Санкт-Петербургской (Ленинградской) консерватории. Была адъюнктом специального класса игры на фортепиано А. Н. Есиповой (до 1913), преподавателем (1913), старшим преподавателем (1917), профессором (1926—1944, 1964—1973), профессором-консультантом (1973—1978), профессором (1978—1981) класса фортепиано. В 1927—1929 годах была членом бюро при фортепианном факультете, в 1927—1937 годах — членом месткома. В 1942 году была исполняющей обязанности декана факультета. В 1927—1941 годах работала преподавателем в классе фортепиано в Третьем государственном музыкальном техникуме, с 1936 по 1937 год заведовала там фортепианным отделом.
Активно занималась концертной деятельностью. В 1913—1916 годах принимала участие в программах симфонического оркестра под управлением А. И. Зилоти в Павловске. В 1920—1925 годах дала ряд сольных концертов в Малом зале Петроградской (Ленинградской) государственной консерватории. В 1924 году по просьбе автора впервые исполнила в Ленинграде 3-й фортепианный концерт С. С. Прокофьева. Принимала участие в камерных программах Императорского Русского музыкального общества. Выступала в сонатных вечерах совместно с виолончелистом В. В. Вольф-Израэлем и в трио (В. И. Шер — скрипка; Е. В. Вольф-Израэль — виолончель). В 1950-х годах выступала в фортепианном дуэте с И. М. Рензиным, в 1960-х годах — в дуэте со скрипачкой Л. М. Никифоровой.
Во время Великой Отечественной войны находилась в блокадном Ленинграде. В августе 1942 года эвакуировалась в Новосибирскую область, где до 1944 года работала культработником при колхозном клубе. С 1944 по 1963 была профессором и заведующим кафедрой фортепиано в Уральской консерватории, с 1945 по 1963 год параллельно преподавала фортепиано в Музыкальной школе-десятилетке при Уральской консерватории.
Выступала в Свердловске и на Урале с сольными концертами. Исполняла музыку Д. Д. Шостаковича, С. С. Прокофьева, Н. Я. Мясковского. Исполняла фортепианную партию в квинтетах М. И. Глинки и С. И. Танеева, квартете И. Брамса и других. Сделала ряд записей концертов на радио и на телевидении. По утверждению «Музыкальной энциклопедии», для игры Позняковской были характерны «свежесть трактовок, благородство исполнительской манеры, блестящая пальцевая техника».
Среди учеников Натальи Позняковской — Р. И. Грубер, М. П. Фролов, В. С. Портной, К. Н. Либеров, В. Д. Биберган, И. Е. Рогалёв.

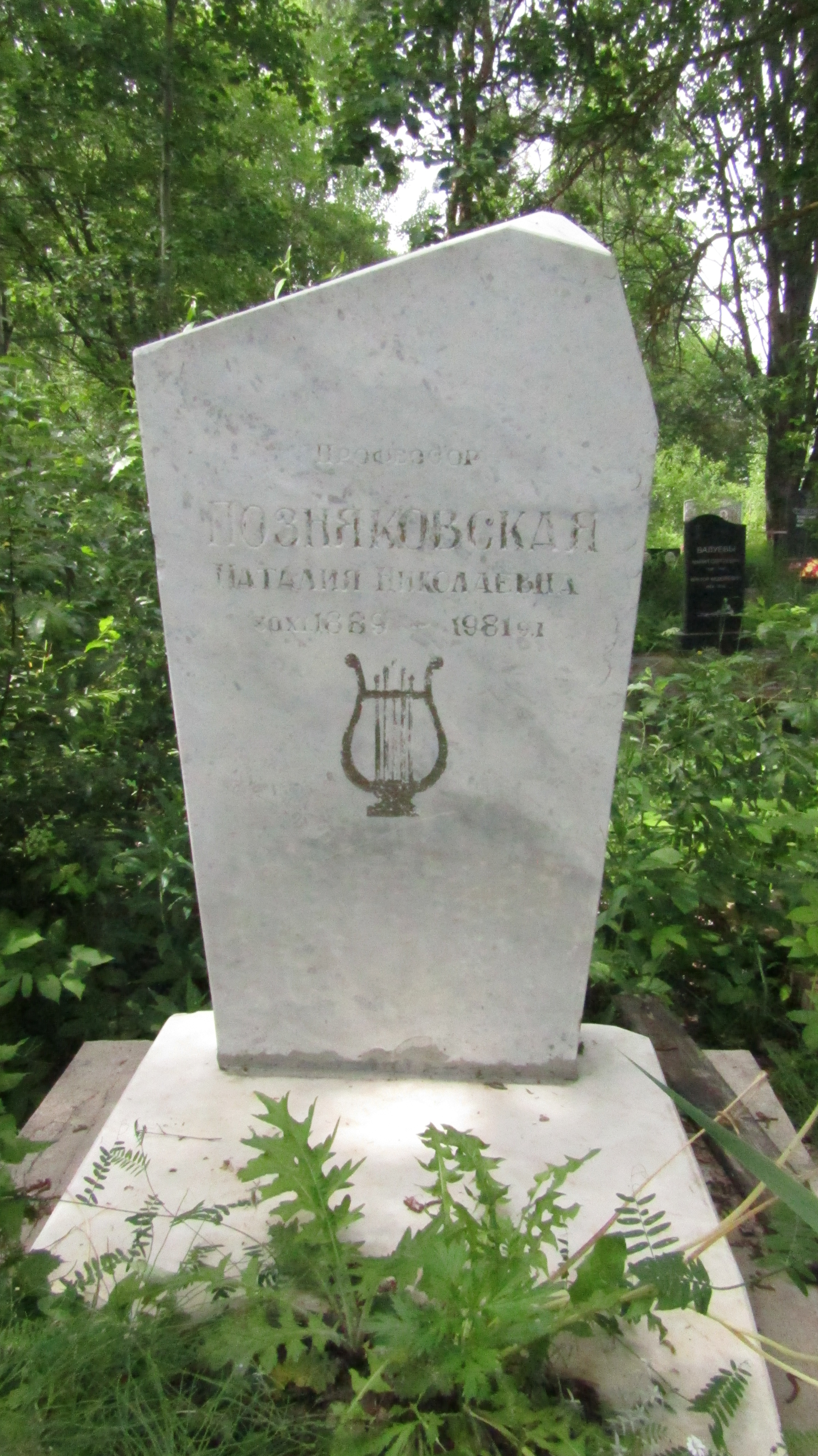

## Сочинения
- О некоторых исполнительских и педагогических принципах школы А. Н. Есиповой // Уральская консерватория им. М. П. Мусоргского. Научно-методические записки. Вып. 1. Свердловск, 1957. С. 79–88;
- Живая традиция: [рассказ о классе им. А. Н. Есиповой] // Музыкальные кадры. 1966. № 5. С. 3.